# Uladzimir Alejnik
Uladzimir Pjatrovič Alejnik (in bielorusso Уладзімір Пятровіч Алейнік?, in russo Владимир Петрович Алейник?, Vladimir Petrovič Alejnik) (Smaljavičy, 12 settembre 1952) è un ex tuffatore sovietico, dal 1991 bielorusso.

## Carriera
Ha rappresentato l'Unione Sovietica ai Giochi olimpici di Montréal 1976 e Mosca 1980 vincendo un argento e un bronzo nel concorso della piattaforma 10 metri.

## Palmarès
- Giochi olimpici

Montréal 1976: bronzo nella piattaforma 10 metri;
Mosca 1980: argento nella piattaforma 10 metri;
- Mondiali

Berlino 1978: bronzo nella piattaforma 10 metri;
Guayaquil 1982: argento nella piattaforma 10 metri;
- Europei

Jönköping 1977: oro nella piattaforma 10 metri;
Spalato 1981: argento nella piattaforma 10 metri;